# Torquato Dini
Torquato Dini (ur. 27 czerwca 1893 w Sant’Angelo in Vado, zm. 26 marca 1934) – włoski duchowny rzymskokatolicki, arcybiskup, dyplomata papieski, delegat apostolski w Egipcie, Arabii, Erytrei i Etiopii.

## Biografia
12 listopada 1933 papież Pius XI mianował go delegatem apostolskim w Egipcie, Arabii, Erytrei i Etiopii oraz arcybiskupem tytularnym daryjskim. 6 stycznia 1934 przyjął sakrę biskupią z rąk sekretarza Świętej Kongregacji ds. Kościołów Wschodnich kard. Luigiego Sincero. Współkonsekratorami byli sekretarz Świętej Kongregacji Rozkrzewiania Wiary kard. in pectore Carlo Salotti oraz biskup Urbanii i Sant’Angelo in Vado Luigi Giacomo Baccini OFMCap.
Wkrótce potem, 26 marca 1934, zmarł.